# 2025 Nortia
2025 Nortia (1953 LG) là một tiểu hành tinh vành đai chính được phát hiện ngày 6 tháng 6 năm 1953 bởi J. Churms ở Johannesburg (UO).